# Afghaanse parlementsverkiezingen 2005

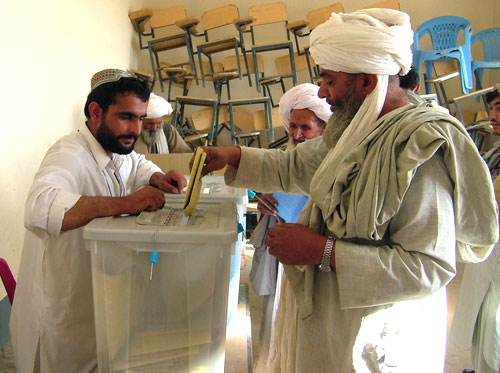
een kiezer

De Afghaanse Parlementsverkiezingen 2005 was een verkiezing op 9 oktober 2005 in Afghanistan.

## Algemene informatie
Op 9 oktober 2005 vonden er verkiezingen plaats voor de Wolesi Jirga (het Lagerhuis) in Afghanistan. Dit waren de eerste parlementsverkiezingen in Afghanistan na 1988 en sinds de invoering van de nieuwe grondwet van de Islamitische Republiek Afghanistan uit 2004.
De opkomst bij deze parlementsverkiezingen in 2005 was slechts 50%, aanzienlijk minder dan de presidentsverkiezingen. Een van de oorzaken hiervan zou zijn geweest dat er geen verbondenheid aan een partij van de kandidaten was toegestaan, waardoor het in veel gevallen onduidelijk was voor welk programma men stemde. De opkomst was het hoogst in het noorden (waar de Tadzjieken de meerderheid vormen en de Turkmenen en Oezbeken een minderheid) en het laagst in het zuiden (waar de Pathanen de meerderheid vormen en de Taliban traditioneel haar grootste aanhang heeft). De opkomst viel vooral in de hoofdstad Kabul erg tegen.
Veel kritiek was er op de stemprocedure. Naast het gebrek aan partijen namen er in alle provincies veel kandidaten deel voor slechts een paar plaatsen. De gekozen kandidaten hadden dan ook vaak minder dan slechts een paar procent stemmen in hun district nodig om toch gekozen te worden.
Vijfenveertig kandidaten werden van tevoren van de kieslijst geweerd voor relaties met gewapende groeperingen of het niet opgeven van hun banen bij de regering.
Iedere kandidaat neemt deel in één provincie. De provincies leveren kandidaten naargelang hun grootte: Kabul levert er 33, kleine provincies slechts 2. In de grondwet is geregeld dat 68 zetels aan vrouwen zijn toebedeeld en 2 zetels aan de Kuchi gemeenschap.

## Uitslag
| Onafhankelijk | 249 zetels (100%) |

Ondanks het gebrek aan partijen zijn er in het parlement toch verschillende groepering die zich af tekenen. Door wetenschappers zijn er wel schattingen gemaakt, zie bijvoorbeeld: hier. Het belangrijkst is het Verenigd Nationaal Front, een samenwerkingsverband van allerlei partijen onder leiding van Burhanuddin Rabbani en Yunus Qanuni. Het Verenigd Nationaal Front claimt dat bijna de helft van alle parlementariërs bij hen is aangesloten.

## Gekozen Personen en Groeperingen
Tot de gekozen parlementariërs behoort onder meer Yunus Qanuni, een van de leiders van de Noordelijke alliantie en de nummer twee bij de presidentsverkiezingen van 2004. Hij is leider van de Hezb-e-Afghanistan-e-Naween (Nieuw Afghanistan Partij).
Ook Burhanudding Rabbani werd gekozen. Rabbani was begin jaren ’90 president van Afghanistan en is al sinds de jaren ’70 politiek leider van de Jamiat-e Islami (Islamitische Gemeenschap), de sterkste groepering binnen de moejahedien en de Noordelijke Alliantie.
De derde belangrijke leider die in de Wolesi Jirga gekozen werd is Mohammed Mohaqiq, die derde werd bij de presidentsverkiezingen en de Hezb-e Wahdat Mardom (Islamitische Eenheidspartij voor het Volk) leidt.
Abdul Rashid Dostum was geen kandidaat voor de Wolesi Jirga, maar de partij die hij leidt, de Hezb-e-Junbish Mili Islami (Nationaal Islamitische Beweging) is wel stevig vertegenwoordigd in het parlement.